# Burntwood River
Burntwood River är ett vattendrag i Kanada.   Det ligger i provinsen Manitoba, i den östra delen av landet, 1 900 km nordväst om huvudstaden Ottawa.
I omgivningarna runt Burntwood River växer i huvudsak blandskog. Trakten runt Burntwood River är nära nog obefolkad, med mindre än två invånare per kvadratkilometer.